# Alsobija
Alsobija (lat. Alsobia), biljni rod iz porodice gesnerijevki rasprostranjen po južnom Meksiku, dijelovima Srednje Amerike i Kolumbiji.
Postoji 6 vrsta, trajnice ili grmovi. A. dianthiflora i A. punctata, nekada su bile uključivane u rod episcija (Episcia).

## Etimologija
Ime roda dolazi od grčkog άλσος, alsos = šumarak, šuma, i βιος, bios = život, βιέιν, biein = živjeti, aludirajući na (epifitski) život u šumi. 

## Opis roda
Rod Alsobia pripada gesnerijevkama Novog svijeta. Episcia i Alsobia su blisko povezani rodovi. U jednom se trenutku grupa Alsobia smatrala dijelom roda Episcia. Ova dva roda općenito dijele stoloniferne navike, gdje se stabljike koje brzo rastu stvaraju iz pazušaca listova, koji su na vrhu biljčice. Ove biljčice se lako ukorijenjuju i u prirodi mogu rezultirati velikim nizom biljaka, od kojih svaka može potjecati iz jedne biljke. Međutim, dva su roda dovoljno različita da je većina botaničara prihvatila njihovo razdvajanje u zasebne rodove.
Postoje najmanje četiri vrste Alsobije, kao i hibridi između vrsta. Alsobia dianthiflora je sitnolisna, kompaktna biljka koja stvara velike bijele, naborane cvjetove i brojne stolone. A. punctata je mnogo veća i krupnija vrsta sa sličnim velikim, naboranim cvjetovima koji su bijeli s ljubičastim mrljama. Također je stoloniferan. A. chiapensis, izvorno distribuiran kao A. sp. 'Chiapas' je grmolika biljka i ne daje mnogo stolona. Nedavna zbirka iz Belizea distribuirana kao Alsobia baroniae, izvorno distribuirana kao A. sp. RM2010 je robusna, stoloniferna biljka s nenaboranim, debelim cvjetovima s promjenjivim ljubičastim oznakama na licu cvijeta.
Češće od bilo koje vrste uzgaja se A. 'Cygnet' i slična A. 'San Miguel'. Oba su primarni hibridi A. dianthiflora i A. punctata.  Cvjetovi su im jako naborani i imaju ljubičaste mrlje n asljeđene od punctata–roditelja.
Alsobia obično ne zahtijeva toliko topline i vlage kao Episcia i može se dobro snaći na otvorenoj polici pod svjetlima ili na prozorskoj dasci. Oba su roda prvenstveno kopnene prirode, gdje djeluju kao pokrivači tla u tropskim kišnim šumama. Dio Alsobia prostire se u južnim suptropima, gdje mogu prevladavati sezonski suhe i niže temperature. Čini se da imaju najbolje rezultate u mediju koji je i razumno dobro dreniran i donekle zadržava vlagu. Broj kromosoma: 2n = 18.

## Vrste
1. Alsobia baroniae L.E.Skog & Barrie
2. Alsobia chiapensis Mart.-Mel., L.E.Skog & Pérez-Farr.
3. Alsobia dianthiflora (H.E.Moore & R.G.Wilson) Wiehler
4. Alsobia jaltenangensis Ram.-Roa & Ibarra-Vázq.
5. Alsobia jaltenangensis Ram.-Roa & Ibarra-Vázq.
6. Alsobia punctata (Lindl.) Hanst.